# Cap San Diego
Le cap San Diego ou cap de Saint-Diego, en espagnol : cabo San Diego, est un accident géographique situé à l'extrémité orientale de la grande île de la Terre de Feu, face à l'île des États sur les côtes occidentales du détroit de Le Maire. Il appartient administrativement au département d'Ushuaïa dans la province de Terre de Feu, Antarctique et Îles de l'Atlantique Sud, au sud de l'Argentine.
Ce cap est bas, avec des pentes douces qui culminent en un promontoire sableux à 134 mètres d'altitude. Il est baptisé lors de l'expédition des frères Bartolomé et Gonzalo García de Nodal en 1619. Dans le récit de voyage de ces deux explorateurs, la date du 22 janvier 1619, comporta la mention suivante : « …un autre cap également plat fut découvert, situé à l'entrée du détroit. Nous lui donnâmes le nom de « Cabo San Diego »… ». Celui qui lui donna ce nom est, indubitablement, le premier pilote de l'expédition Diego Ramírez de Arellano, très dévoué à saint Diego, au point de se faire appeler par ce prénom alors que son prénom de baptême était Alonso. Le nom que les aborigènes selknam, qui vivaient alors dans les environs, lui avaient donné était Klavelk, qui signifiait « aurore »,.
Au sommet du cap se trouve le phare San Diego, qui entre en service le 26 décembre 1934. La tour en forme de prisme surplombe un bâtiment blanc surmonté d'un dôme noir.